# Print and play
Le Print and Play (terme anglais parfois abrégé en "print 'n' play", "print 'n play", "print n' play" ou "print & play"), qui signifie "imprimer et jouer", est un procédé de diffusion et de fabrication de jeux de société. Le terme formé sur le modèle de Plug-and-play, évoque aussi le Print-on-demand (impression à la demande).
Le Print and Play se caractérise par la diffusion des éléments d'un jeu (règles, matériel) sous forme de fichiers électroniques. Ces éléments doivent pouvoir être fabriqués à l'aide d'outils d'impression et de reproduction à la portée de tous afin de créer une copie physique du jeu.
Avec l’apparition d'internet le procédé permet à des créateurs de diffuser largement leur jeux sur des blogs et des sites épars; et en 2017 une ludothèque de fichiers numériques open source voie le jour sous le nom de Ludobox.net.